# Castelreng
Castelreng település Franciaországban, Aude megyében. Lakosainak száma 207 fő (2022. január 1.). Castelreng Ajac, La Bezole, Bouriège, La Digne-d’Amont, Saint-Couat-du-Razès és Tourreilles községekkel határos.

## Népesség
A település népessége az elmúlt években az alábbi módon változott:
| Lakosok száma | 197  | 168  | 174  | 191  | 196  | 196  | 207  | 207  | 206  | 207  |
|               | 1968 | 1982 | 1990 | 2006 | 2013 | 2015 | 2017 | 2019 | 2020 | 2022 |